# Xenorhiza cylindrica
Xenorhiza cylindrica är en biart som beskrevs av Hirashima 1975. Xenorhiza cylindrica ingår i släktet Xenorhiza och familjen korttungebin. Inga underarter finns listade i Catalogue of Life.